# Lesotho Defence Force FC
Lesotho Defence Force Football Club w skrócie Lesotho Defence Force FC – sotyjski klub piłkarski grający w pierwszej lidze sotyjskiej, mający siedzibę w mieście Maseru.

## Sukcesy
- I liga[1]:
  - mistrzostwo (8):  1986/1987, 1989/1990, 1993/1994, 1996/1997, 1997/1998, 1998/1999, 2000/2001, 2003/2004.

- Puchar Lesotho[2]:
  - zwycięstwo (4): 1986, 1988, 1990, 2000.

## Występy w afrykańskich pucharach
| Sezon | Rozgrywki                 | Runda   | Kraj                          | Klub                    | Dom | Wyjazd | Dwumecz      |
| ----- | ------------------------- | ------- | ----------------------------- | ----------------------- | --- | ------ | ------------ |
| 1978  | Puchar Zdobywców Pucharów | wstępna | Eswatini                      | Mbabane Swallows FC     | 1–1 | 1–1    | 2–2 (k. 5–3) |
| 1978  | Puchar Zdobywców Pucharów | 1       | Madagaskar                    | Fortior Mahajanga       | 3–2 | 0–2    | 3–4          |
| 1988  | Puchar Mistrzów           | wstępna | Mauritius                     | Sunrise Flacq United SC | 2–0 | 0–3    | 2–3          |
| 1989  | Puchar Zdobywców Pucharów | wstępna | Eswatini                      | Moneni Pirates FC       | 1–0 | 0–2    | 1–2          |
| 1991  | Puchar Mistrzów           | wstępna | Tanzania                      | Pamba SC                | 0–0 | 0–3    | 0–3          |
| 1995  | Puchar Mistrzów           | wstępna | Reunion                       | JS Saint-Pierroise      | 2–2 | 0–4    | 2–6          |
| 1996  | Puchar CAF                | wstępna | Botswana                      | BMC FC                  | 0–0 | 2–4    | 2–4          |
| 1998  | Liga Mistrzów             | wstępna | Eswatini                      | Mbabane Swallows FC     | 2–0 | 4–1    | 6–1          |
| 1998  | Liga Mistrzów             | 1       | Południowa Afryka             | Manning Rangers         | 3–3 | 1–2    | 4–5          |
| 1999  | Liga Mistrzów             | wstępna | Botswana                      | Notwane FC              | 3–1 | 1–1    | 4–2          |
| 1999  | Liga Mistrzów             | 1       | Zimbabwe                      | Dynamos FC              | 0–1 | 0–3    | 0–4          |
| 2000  | Liga Mistrzów             | wstępna | Madagaskar                    | AS Fortior              | 0–0 | 0–0    | 0–0 (k. 4–2) |
| 2000  | Liga Mistrzów             | 1       | Południowa Afryka             | Mamelodi Sundowns FC    | 1–2 | 1–4    | 2–5          |
| 2001  | Puchar Zdobywców Pucharów | wstępna | Reunion                       | USS Tamponnaise         | 2–0 | 0–5    | 2–5          |
| 2000  | Liga Mistrzów             | wstępna | Botswana                      | Mogoditshane Fighters   | 1–0 | 1–1    | 2–1          |
| 2000  | Liga Mistrzów             | 1       | Demokratyczna Republika Konga | TP Mazembe              | 1–1 | 0–2    | 1–3          |
| 2003  | Puchar Zdobywców Pucharów | wstępna | Południowa Afryka             | Jomo Cosmos FC          | 2–2 | 1–5    | 3–7          |
| 2005  | Liga Mistrzów             | wstępna | Zimbabwe                      | CAPS United             | 3–4 | 1–4    | 4–8          |

## Stadion
Domowe mecze klub rozgrywa na stadionie o nazwie Ratjomose Stadium w Maseru, który może pomieścić 1000 widzów.